# Valentin Ernst Burchard
Valentin Ernst Burchard (* 26. Januar 1891 in Hamburg; † nach 1941) war ein deutscher Politiker (DDP, Staatspartei), der wegen seines Judentums von den Nationalsozialisten ermordet wurde.

## Leben und Beruf

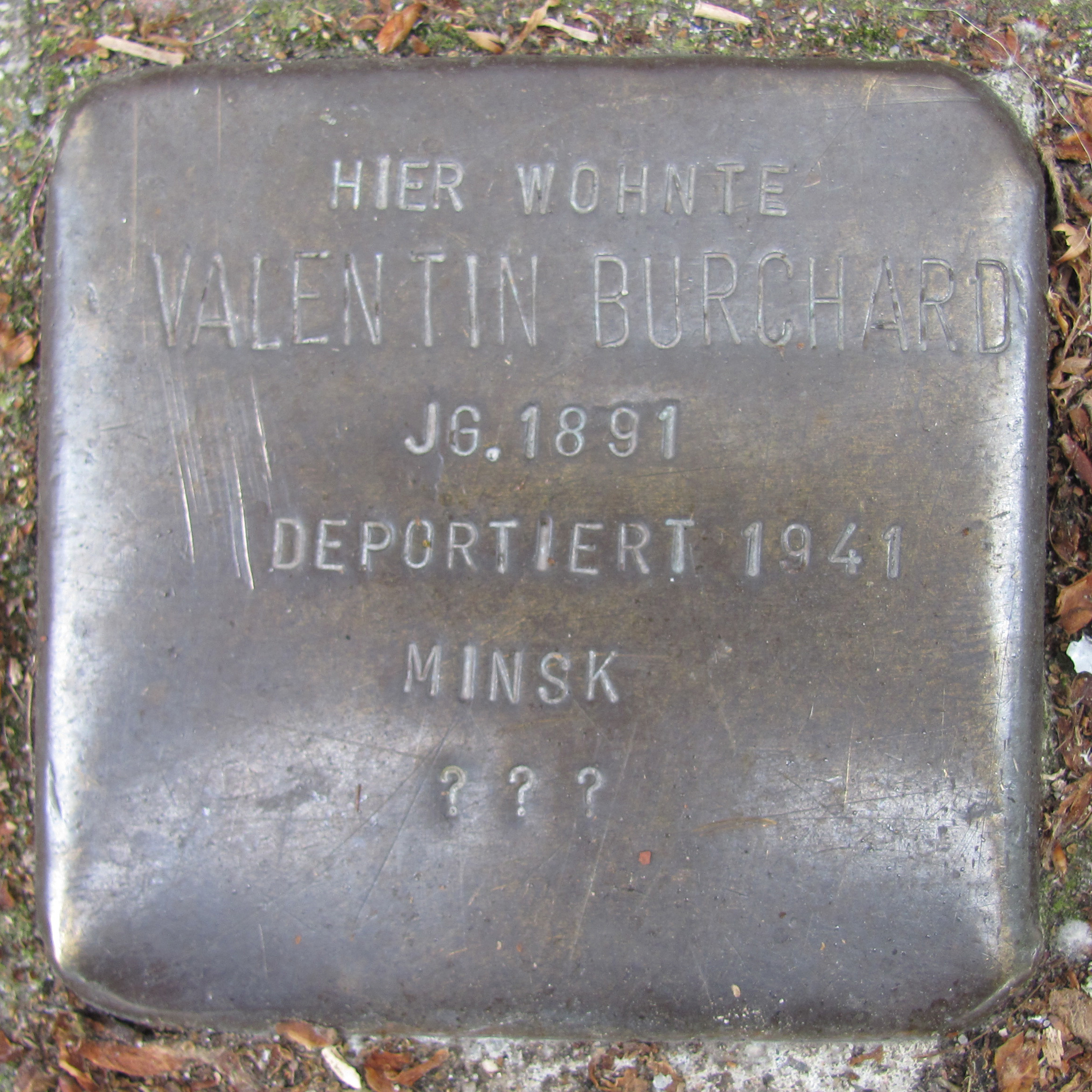
Stolperstein für Valentin Burchard in der Papenhuder Straße 53 auf der Uhlenhorst.

Nach dem Abitur auf der Oberrealschule in Eimsbüttel durchlief Burchard, der jüdischen Glaubens war, eine kaufmännische Ausbildung bei verschiedenen Hamburger Exportkaufleuten. Nach Erwerb des Kaufmannsgehilfenbriefes trat er 1912 in die Armee des Kaiserreiches ein und absolvierte das sogenannte Einjährige in Schwerin. Im Anschluss an den Militärdienst arbeitete er ab 1913 in Buenos Aires. 1915 kehrte er nach Hamburg zurück, meldete sich freiwillig zum Kriegsdienst und wurde als Unteroffizier an der Westfront eingesetzt.
Nach Ende des Ersten Weltkrieges arbeitete er zunächst als Kaufmann in den Niederlanden. 1920 kehrte er nach Hamburg zurück und machte sich mit einer Handelsgesellschaft selbständig. Die Handelskammer wählte ihn in ihre Industriekommission, zudem war er als ehrenamtlicher Arbeitsrichter tätig. 1928 wurde er Vorstandsmitglied der Hugo Peters & Co. AG, die im Weinhandel und der Spirituosenherstellung aktiv war. Später gründete er auf der Uhlenhorst eine eigene Weingroßhandlung.
Burchard engagierte sich in der Weimarer Republik in der DDP und ab 1930 in deren Nachfolgepartei Deutsche Staatspartei. Er gehörte 1932/33 der Hamburgischen Bürgerschaft an.
Nach der nationalsozialistischen „Machtergreifung“ 1933 blieb er in Hamburg. Obwohl ihm viele Freunde aus der Gruppe Q um Friedrich Ablass zur Emigration rieten, kam dies für ihn zunächst nicht in Frage. Er hielt den Nationalsozialismus für ein vorübergehendes Phänomen und unterstützte viele Parteifreunde, die aus politischen Gründen ihre Arbeit verloren hatten, auch materiell. So berichtet der ehemalige Landesgeschäftsführer der DDP, Martin Plat, dass Burchard ihm längere Zeit jeden Sonnabend durch einen Schlachter einen Braten für den Sonntag zustellen ließ.
Als die Umsätze des Weingroßhandels aufgrund der nationalsozialistischen Repressionen zurückgingen, gründete er 1935 mit Valentin Burchard & Co. ein Unternehmen, das pharmazeutische Präparate für den Export herstellte. Erst ab Januar 1939 bemühte er sich um eine Auswanderung. Daraufhin wurde sein Unternehmen am 16. Februar 1939 „arisiert“ und von der Hamburger Chisinolfabrik übernommen. Obwohl Burchard für sich und seine Familie im Juli 1939 alle Bescheinigungen und Unterlagen für die Auswanderung zusammen bekommen hatte, scheiterte die Auswanderung schließlich, da es Burchard nicht gelang, den Gegenwert von 410 Pfund Sterling für eine in Großbritannien bestehende Lebensversicherung, mit deren Rückkauf er die Auswanderung bezahlen wollte, rechtzeitig vor Kriegsbeginn an die Devisenstelle abzuliefern. Seine Liquidität war hierfür aufgrund der zahlreichen Zwangsabgaben und der Enteignung seines Betriebes nicht mehr ausreichend.
Burchard war verheiratet und hatte vier Kinder. Während sein jüngster Sohn im Juli 1939 mit einem Kindertransport nach England kam und dort überlebte, starb sein ältester Sohn 1939 mit nur 18 Jahren. Burchard, seine Ehefrau und die beiden Töchter wurden am 8. November 1941 in das Ghetto Minsk deportiert, wo sich ihre Spur verliert. Als letztes Lebenszeichen gilt ein Brief von Anfang 1942 an Max Plaut, den Leiter des Jüdischen Religionsverbandes in Hamburg.
In der Papenhuder Straße 53 auf der Uhlenhorst, wo er wohnte und seine Weinhandlung betrieben hatte, wurden für Burchard, seine Frau und seine beiden Töchter Stolpersteine verlegt. Am 8. Juni 2012 wurden vor dem Rathaus Hamburg Stolpersteine für die ermordeten Mitglieder der Hamburgischen Bürgerschaft verlegt, darunter auch ein weiterer für Valentin Ernst Burchard. 2018 wurde ein dritter Stein vor der Handelskammer Hamburg verlegt.